# أليخاندرو سانتياغو راميريز
أليخاندرو سانتياغو راميريز (بالإسبانية: Alejandro Santiago Ramírez)‏ هو فنان مكسيكي، ولد في 22 أبريل 1964 في Teococuilco de Marcos Pérez ‏ في المكسيك، وتوفي في 22 يوليو 2013 في Oaxaca de Juárez Municipality ‏ في المكسيك.